# Cosinus (magazine)
 (avril 2016).
Si vous disposez d'ouvrages ou d'articles de référence ou si vous connaissez des sites web de qualité traitant du thème abordé ici, merci de compléter l'article en donnant les références utiles à sa vérifiabilité et en les liant à la section « Notes et références ».
Pour les articles homonymes, voir Cosinus (homonymie).
Cosinus est un magazine scientifique consacré aux collégiens et aux lycéens. Il traite des sujets suivants : Mathématiques, Physique, Chimie, Astronomie, Sciences de la Terre et Biologie.

## Rubriques

### Rubriques Permanentes
Les Rubriques permanentes sont les rubriques présentes à chaque numéro. Elles sont les suivantes :
- Curiosités. Cette rubrique est une rubrique traitant de problèmes scientifiques à résoudre dont les solutions se trouvent en page 42 du magazine.

- À lire. Cette rubrique donne des critiques de livres en rapport avec le magazine.

- Courrier. Courrier et lettres des lecteurs.

- L'avenir du climat en questions. Une question concernant le climat ou la planète (exemple : Comment fonctionne une éolienne ?) et y répond.

- Jeux. Jeux scientifiques.

- Ciel du mois. Carte du ciel à observer durant le mois.

- Eurêkaté. (En Grec, Vous avez trouvé). Solution des Curiosités.

- Vinci, l'enfance d'un génie. Une Bande Dessinée scientifique en plusieurs épisodes à suivre de mois en mois, par Yigaël et Céka.

### Rubriques du mois
Les rubriques du mois portent sur des sujets de 4 à 8 pages chacun. Ils portent sur les thèmes suivants : Mathématiques, Physique, Chimie, Astronomie, Sciences de la Terre et Biologie.

## À noter
Cosinus ne parait pas au mois d'août. Un numéro Juillet-Août est publié en juillet.